# Nicholsville (Newfoundland en Labrador)
Nicholsville is een plaats in de Canadese provincie Newfoundland en Labrador. De plaats ligt in het westen van het eiland Newfoundland en maakt deel uit van de gemeente Deer Lake.

## Geschiedenis
Nicholsville is de ouste bewoningskern in de fusiegemeente Deer Lake. De plaats werd in 1867 gesticht door een gezin afkomstig van Cape Bretoneiland, dat er in de houtkap actief werd. Het gezinshoofd was George Aaron Nichols sr., naar wie de plaats vernoemd werd. Door de aanleg van de Newfoundland Railway in de jaren 1880 en 1890 kende de nederzetting een aanzienlijke groei.
Het dorp Deer Lake ontstond pas in 1923 na de bouw van een waterkrachtcentrale. Nicholsville werd reeds vrij snel overvleugeld door zijn buurdorp. Zo werd Deer Lake in 1950 een gemeente en werd er in 1955 een luchthaven gebouwd, terwijl Nicholsville gemeentevrij bleef.
In 1986 kregen de inwoners van Nicholsville voor het eerst een beperkte vorm van lokaal bestuur doordat de plaats een local service district werd. Volgens de volkstelling van dat jaar telde Nicholsville 509 inwoners verspreid over 176 woningen.
Het dorp behield haar beperkte zelfbestuur tot in het jaar 1993, waarna het geannexeerd werd door de gemeente Deer Lake. Nicholsville is sindsdien officieel erkend als een buurt (neighbourhood) van Deer Lake.

## Geografie
Nicholsville ligt net ten westen van het dorp Deer Lake, de hoofdplaats van de gelijknamige fusiegemeente. Beide bewoningskernen worden van elkaar gescheiden door de rivier de Humber. Nicholsville ligt aan de rechteroever van die rivier, bij de monding ervan in het meer Deer Lake.
Twee bruggen maken de oversteek van Deer Lake naar Nicholsville, namelijk die van provinciale route 430 en die van de Nicholsville Road. Via deze bruggen lopen de plaatsen Deer Lake en Nicholsville de facto in elkaar over.
Nicholsville grenst in het noordoosten aan de landelijke gemeente Reidville.